# Quercus calliprinos
Quercus calliprinos o roble de Palestina es una especie de arbusto perteneciente a la familia de las fagáceas originaria de la región del Mediterráneo oriental.